# 비밀은 없다
《비밀은 없다》는 2016년에 개봉한 대한민국의 영화이다. 처음 제목은 《행복이 가득한 집》이었다.

## 캐스팅
- 손예진 : 김연홍 역
- 김주혁 : 김종찬 역
- 김소희 : 최미옥 역
- 최유화 : 손소라 역
- 신지훈 : 김민진 역
- 김민재 : 사무국장 역
- 박진우 : 최 기사 역
- 문영동 : 남 형사 역
- 정도원 : 이 형사 역
- 손종학 : 시의원 역
- 유재명 : 도의원 1 역
- 장우진 : 도의원 2 역
- 예수정 : 신선미 의원 역
- 한철우 : 조 박사 역
- 장준녕 : 김 형사 역
- 설창희 : 조 형사 역
- 김윤지 : 정 형사 역
- 김진구 : 목격자 할머니 역
- 손성찬 : 자철희 후보 역
- 강덕중 : 두근두근 이벤트 토끼 역
- 김의성 : 노재순 역 (특별출연)

## 수상
- 2016년 제25회 부일영화상 여우주연상 - 손예진
- 2016년 제36회 한국영화평론가협회상 감독상(이경미), 여우주연상(손예진), 10대 영화상
- 2016년 제17회 부산영화평론가협회상 대상, 여우주연상(손예진)
- 2016년 제17회 올해의 여성영화인상 연기상(손예진), 각본상(이경미)
- 2016년 제3회 한국영화제작가협회상 여우주연상(손예진)
- 2017년 제22회 춘사영화상 여우주연상(손예진), 각본상(이경미)